# Stomphia pacifica
Stomphia pacifica is een zeeanemonensoort uit de familie Actinostolidae.
Stomphia pacifica is voor het eerst wetenschappelijk beschreven door Ross & Zamponi in 1995.